# Мохамед Фарах Айдід

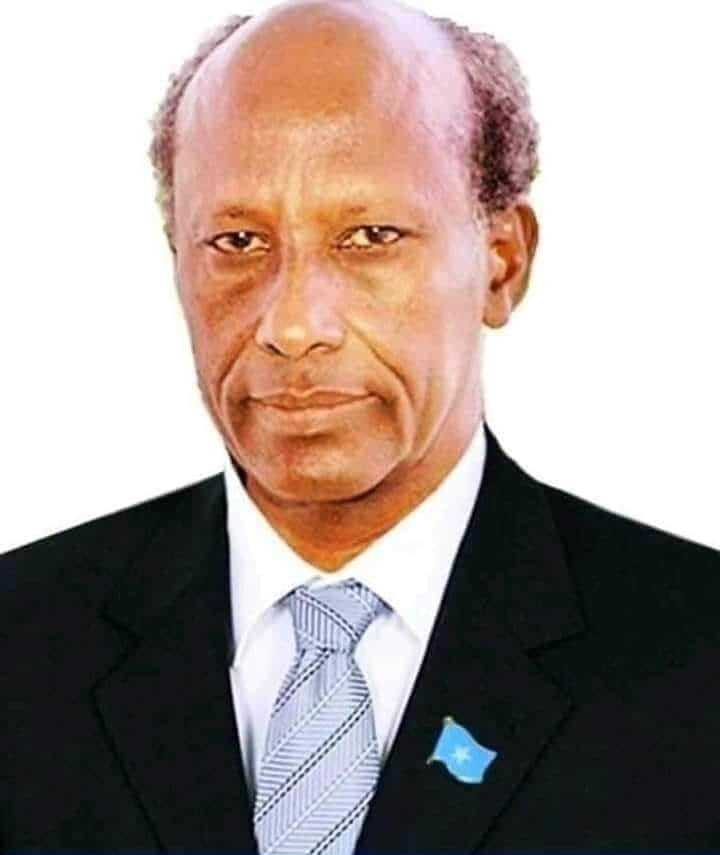
Мохамед Фарах Айдід, 1995

Мохамед Фарах Айдід (сом. Maxamed Faarax Caydiid; 15 грудня 1934, Беледуейне, Італійське Сомалі — 2 серпня 1996, Могадішо) — військовий і політичний діяч Сомалі, самопроголошений голова держави у 1995—1996 роках, колишній дипломат та генерал-майор сомалійської армії, Голова Об'єднаного сомалійського конгресу та пізніше Національного Альянсу Сомалі. Разом з іншими польовими командирами озброєної опозиції скинув режим диктатора Мохамеда Барре у ході Громадянської війни в країні.

## Біографія
Мохамед Фарах Айдід народився 15 грудня 1934 році в Беледуєйне, провінція Хіран, на той час Італійське Сомалі у племінній групі габар гідір, яка є частиною більш великої групи гавійе. Розпочав військову службу в 1950 році, навчався у піхотній школі в Римі, коли повернувся став начальником колоніальної поліції столиці. Пізніше він перевівся до Сомалійської національної армії. Для підвищення професійних навичок, у 1960 році Айдід поступив до Військової академії імені Фрунзе в колишньому СРСР, яку закінчив у 1963 році.
У 1969 році через кілька днів після вбивства другого президента Сомалі, Абдірашіда Алі Шермарка, військова хунта на чолі з генералом М. Барре ініціювала безкровний переворот і захопила владу в країні. На той час генерал Айдід служив начальником штабу армії й швидко потрапив у немилість лідерам нового режиму та був запроторений до в'язниці. Шість років по тому, Айдід був остаточно звільнений з ув'язнення, щоб мати можливість взяти участь у війні проти Ефіопії в 1977—1978, з приводу спірної території Огаден. Пізніше він служив в уряді президента Барре послом Сомалі в Індії, перш ніж остаточно був перепризначений на пост голови військової розвідки.
Наприкінці 1989 року Мухаммед Фарах Айдід втік з Сомалі та виступив на чолі збройної опозиції проти режиму Барре. Колишній генерал сформував військове крило Об'єднаного сомалійського конгресу (ОСК). За підтримки Ефіопії, Айдід утворив альянси з іншими опозиційними групами. У січні 1991 року в країні запалала Громадянська війна, режим диктатора Барре був скинутий. У боротьбі за верховну владу в Сомалі в Айдіда виник конфлікт з іншим лідером повстанців Алі Махді Мухаммедом з приводу того, хто з них повинен стати новим президентом країни. Основна маса сомалійських лідерів, інтелектуалів та впливових людей не визнавала зазіхань Айдіда на вищу посаду, серед його противників був навіть колишній колега по Академії Фрунзе, знаменитий Абдулахі Ахмед Ірро. Це призвело до відновлення бойових дій восени 1991 року. В ході триваючої громадянської війни в Сомалі припинили існування всі державні інститути, а також була зруйнована практично вся соціальна інфраструктура, що призвело до масштабного голоду, жертвами якого стали близько 300 тис. чоловік.
3 грудня 1992 року, у відповідь на гуманітарну катастрофу, що вибухнула на теренах Африканського рогу, Рада безпеки ООН після прийняття низки резолюцій № 733 (23 січня 1992) та № 746 (17 березня 1992) про утворення UNOSOM I, резолюцією № 794 одностайно прийняла вирішальне рішення про відправку миротворчого контингенту на чолі з США до Сомалі. Багатонаціональні сили під егідою ООН почали операцію «Відродження надії» з метою забезпечити безперебійну доставку гуманітарної допомоги постраждалим сомалійцям. ООН спробувала узяти на себе відповідальність за політичне майбутнє країни, зруйнованої хаосом, й виступити в ролі посередника між Айдідом і Алі Махді Мухаммедом. Однак, Айдід, обурений втручанням інших держав у внутрішні справи країни, в червні 1993 року влаштував серію збройних нападів на миротворців. Усі спроби військ ООН заарештувати Айдіда не мали результату.
У серпні 1993 року, секретар оборони Лес Еспін віддав наказ на розгортання в Сомалі посиленої Об'єднаної оперативної групи спеціальних операцій (англ. Joint Special Operations Task Force (JSOTF), яка отримала назву Оперативна група «Рейнджер» (англ. Task Force (TF) Ranger) у відповідь на атаки Мохамеда Айдіда на сили ООН та місцевих прибічників миротворців.
3 жовтня 1993 року оперативна група спецсил США потрапила в засідку, влаштовану прибічниками Айдіда в Могадішо, що призвело до кровопролитного бою і загибелі 19 спецназівців і миротворців, а також понад 3 000 сомалійців. Ці події отримали широкий резонанс у США; по подіям того дня режисером Р.Скоттом було знято фільм "Падіння «Чорного яструба». У березні 1994 року американські війська були виведені з Сомалі, а рік по тому країну залишили й інші сили ООН. Громадянська війна в Сомалі тривала.
У 1995 році війська Айдіда були вибиті противником з рідного міста польового командира Беледуєйне. Одночасно з цим посилилися суперечки між Айдідом і колишнім фінансистом польового командира Османом Атто, який став тепер його найлютішим ворогом. У червні 1995 року Айдід скликав конференцію з національного примирення, в ході якої за підтримки своїх прихильників був самовільно проголошений президентом Сомалі. Однак, його суперник Алі Махді Мухаммед вже на той час був обраний тимчасовим Президентом Сомалі на конференції в Джибуті й був визнаний міжнародною спільнотою, на відміну від Айдіда, якого ніхто не визнавав у новій іпостасі.
24 липня 1996 року, Айдід зі своїми охоронцями зіткнувся з бойовиками колишніх спільників Алі Махді Мухаммеда та Османа Алі Атто в столичному районі Медіна. У ході стрілянини колишній генерал отримав важке поранення, в результаті чого помер 1 серпня 1996 року.

## Син Айдіда
Хусейн Фарах Айдід, син генерала Айдіда, емігрував до Сполучених Штатів у віці 17 років. Після 16 років перебування в країні, він натуралізувався й став повноцінним громадянином США, вступив до лав Корпусу морської піхоти, де служив з 1987 по 1995 року, зокрема в Сомалі. Через дві доби після смерті батька, Національний Альянс Сомалі оголосив його новим президентом країни, хоча міжнародна спільнота цей акт не визнає.